# Július Strnisko
Július Strnisko (Nitra, 6 agosto 1958 – Nitra, 20 settembre 2008) è stato un lottatore slovacco, fino al 1992 cecoslovacco, specializzato nella lotta libera.

## Biografia
Ha rappresentata la Cecoslovacchia ai Giochi olimpici estivi di Mosca 1980, dove ha vinto la medeglia di bronzo nella lotta libera categoria pesi massimi (90-100 kg).
Ha partecipato ai Giochi olimpici di Seul 1988, sempre nella lotta libera, categoria pesi massimi.

## Palmarès
- Giochi olimpici

Mosca 1980: bronzo nei pesi massimi (90-100 kg.)
- Europei

Varna 1982: bronzo nella lotta libera -100 kg.;
Budapest 1983: bronzo nella lotta libera -100 kg.;